# 沼田パーキングエリア

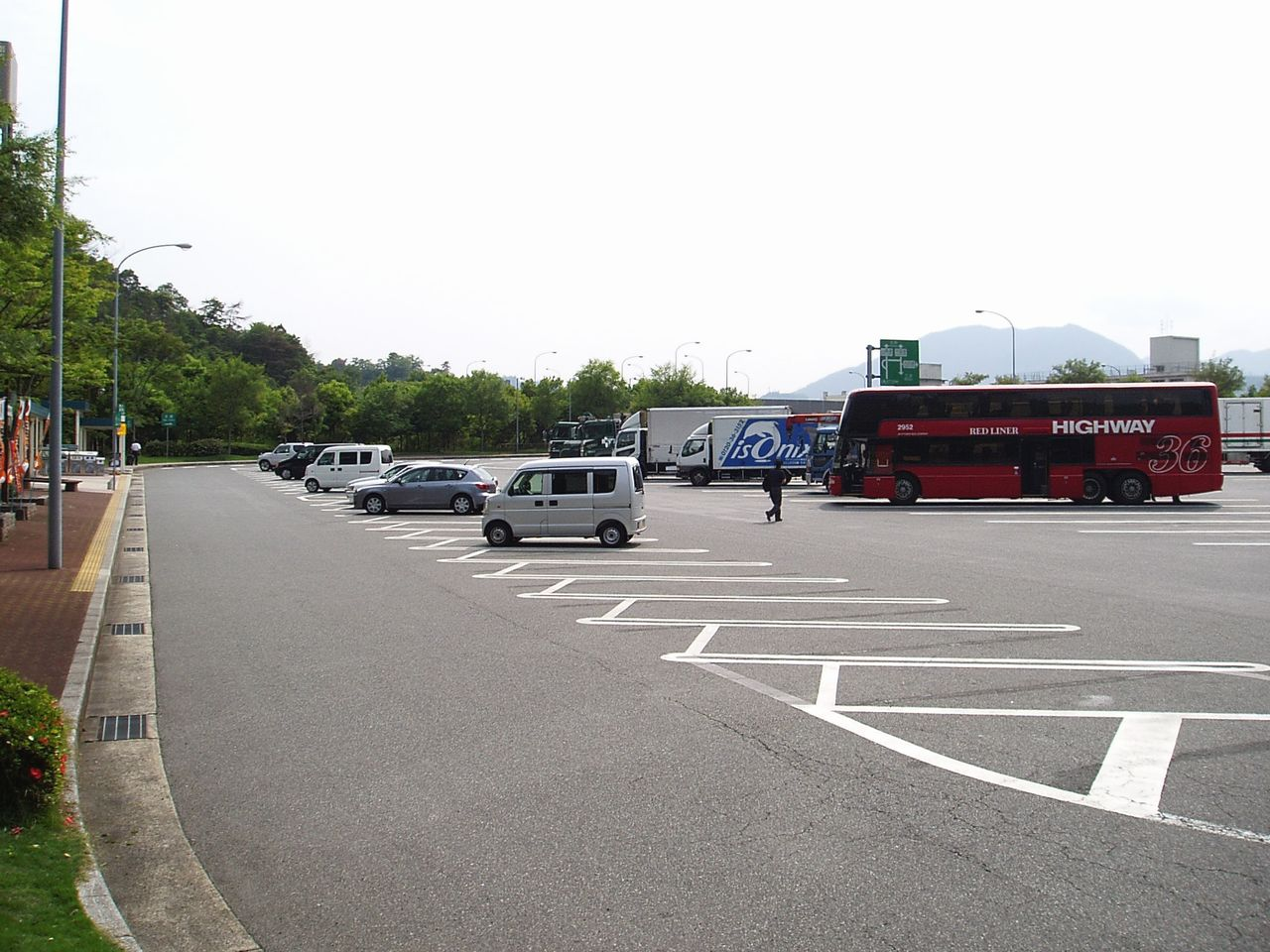
下り線

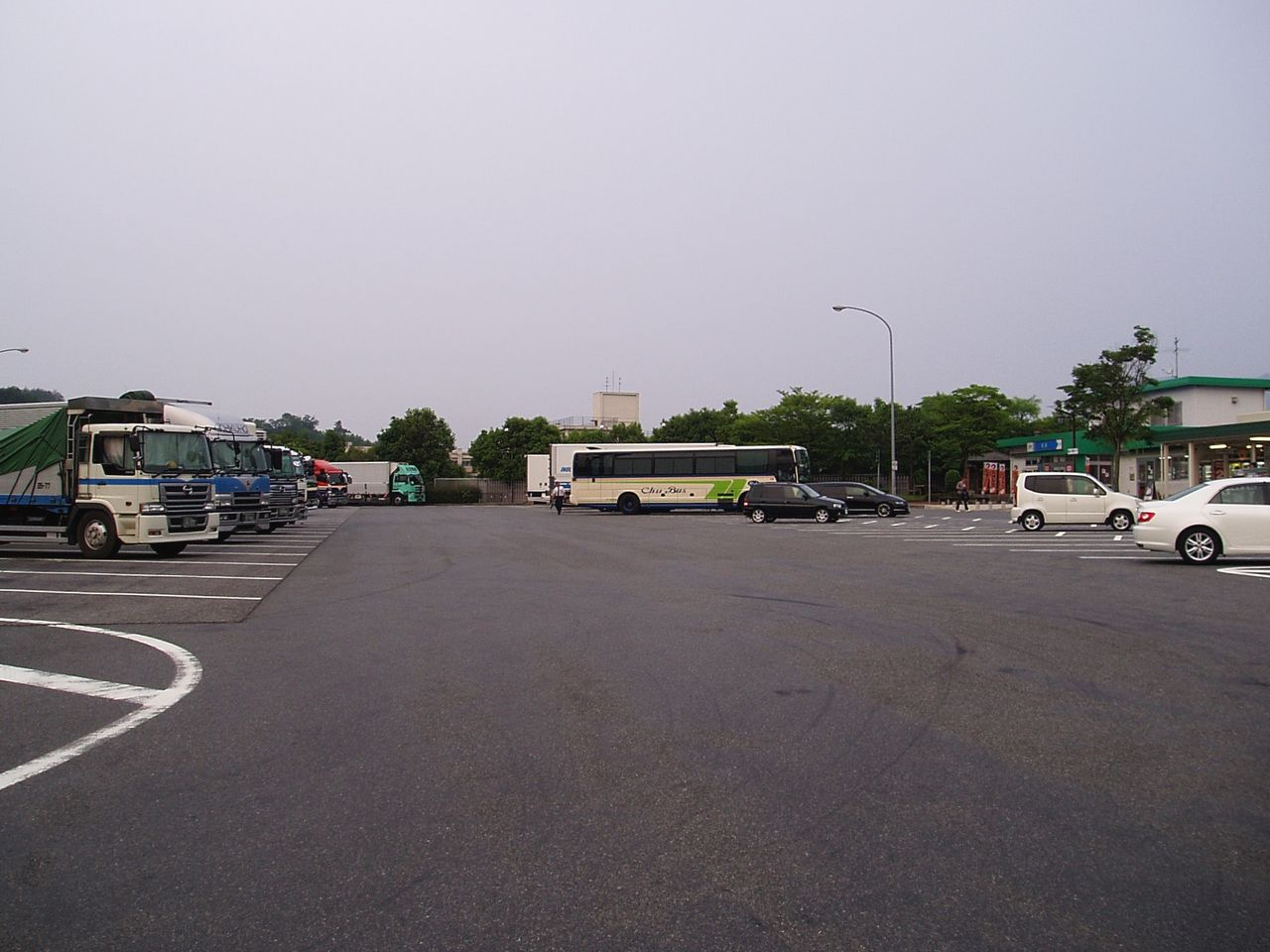
上り線

沼田パーキングエリア（ぬまたパーキングエリア）は、広島県広島市安佐南区伴東と伴東町にある山陽自動車道のパーキングエリアである。スマートインターチェンジを併設する。

## 概要
2014年4月22日に、上り線側エリアがリニューアルオープンされた。

## 道路
- E2 山陽自動車道（29-1番）

## 施設

### 上り線（広島・岡山方面）
- 駐車場
  - 大型34台
  - 小型31台
  - 車椅子用駐車場有
- トイレ
  - 男性 大4（和式0・洋式4）・小7
  - 女性 12（和式1・洋式11）
  - 車椅子用 1
- スナック（7:00 - 19:00）
- ショッピング（7:00 - 19:00）
- 宅配サービス
- 自動販売機
- バス停留所
- 電子マネー楽天Edy対応
- ウェルカムゲート

### 下り線（岩国・北九州方面）
- 駐車場
  - 大型34台
  - 小型31台
  - 車椅子用駐車場有
- トイレ
  - 男性 大4（和式0・洋式4）・小7
  - 女性 12（和式1・洋式11）
  - 車椅子用 1
- スナック（7:00 - 19:00）本格的な広島風お好み焼きが食べられることもあり昼食時には多くの人で賑わう。
- ショッピング（7:00 - 19:00）
- コンビニエンスストア「セブン-イレブン」（24時間）[2]
  - イーネットATM（管理行：広島銀行）
- 宅配サービス
- 自動販売機
- バス停留所
- 電子マネー楽天Edy対応
- ウェルカムゲート

### 沼田PAスマートインターチェンジ
沼田PAスマートインターチェンジ（ぬまたパーキングエリアスマートインターチェンジ）は、沼田パーキングエリアに併設のスマートICである。2018年3月21日供用開始。
利用可能車種はETC搭載の軽自動車等および普通車（長さ6m以下の車両）で24時間運用。上下線ともに出入可となっている。

## 高速バス停留所

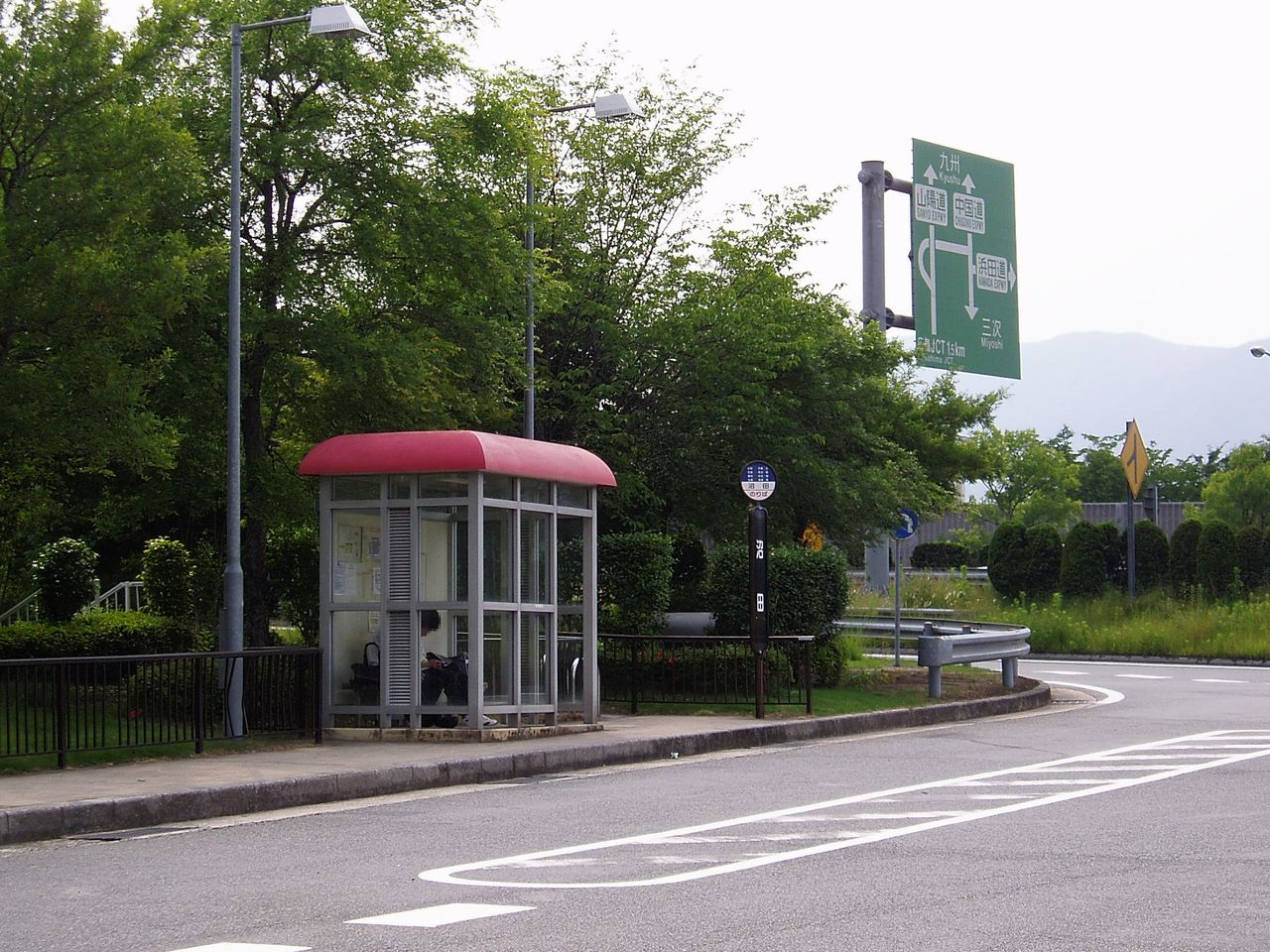
下り線バスストップ

パーキングエリアの一角にバス停留所が設けられている。

### 停車する路線
| 路線番号・愛称   | 運行会社          | 行先・備考                                                |
| ---------------- | ----------------- | --------------------------------------------------------- |
| 三次・庄原線     | 広島電鉄 備北交通 | 一部の便のみ停車 中筋駅・新白島駅・広島BC・広島駅新幹線口 |
| 75K 高速三段峡線 | 広島電鉄          | 古市駅・横川駅・広島BC                                    |
| 新広益線         | 石見交通          | 2024年6月16日より全便運休 中筋駅・広島BC・広島駅新幹線口  |

| 路線番号・愛称  | 運行会社          | 行先・備考                                                                   |
| --------------- | ----------------- | ---------------------------------------------------------------------------- |
| 三次・庄原線    | 広島電鉄 備北交通 | 一部の便のみ停車 三次駅・庄原BC                                              |
| 75 高速三段峡線 | 広島電鉄          | 戸河内IC・三段峡                                                             |
| 新広益線        | 石見交通          | 2024年6月16日より全便運休 戸河内IC・美都総合支所入口・石見交通本社前・益田駅 |
| 徳山線          | 防長交通          | 土日祝日の1便のみ停車 徳山駅                                                 |

かつては広島空港リムジンバス（広島電鉄、広島交通、広島バス、芸陽バス、中国JRバス）の社会実験運行路線（大塚駅 - 広島空港、五日市駅北口 - 広島空港）も停車していたが、2012年（平成24年）12月31日までの試験運行終了に伴い廃止された。

### バス停へのアクセス
- アストラムライン 伴駅から徒歩約15分

## 周辺
- 広島市立沼田高等学校
- 広島市立伴東小学校

## 隣
E2 山陽自動車道
(29)広島IC - (29-1)沼田PA/SIC - (30)広島JCT - (31)五日市IC